# Strumigenys bitheria
Strumigenys bitheria är en myrart som beskrevs av Bolton 1983. Strumigenys bitheria ingår i släktet Strumigenys och familjen myror. Inga underarter finns listade i Catalogue of Life.